# أليس باريزو
أليس باريزو (بالبولندية: Alice Parizeau)‏‏ (25 يوليو 1930 - 30 سبتمبر 1990 ) صحفية، وكاتِبة، وروائية، وسياسية من بولندا.

## التعليم
تعلمت أليس باريزو في:
- جامعة باريس

## الجوائز
حصلت أليس باريزو على الجوائز الآتية:
- ضابط وسام كندا